# نائوزومی یاماموتو

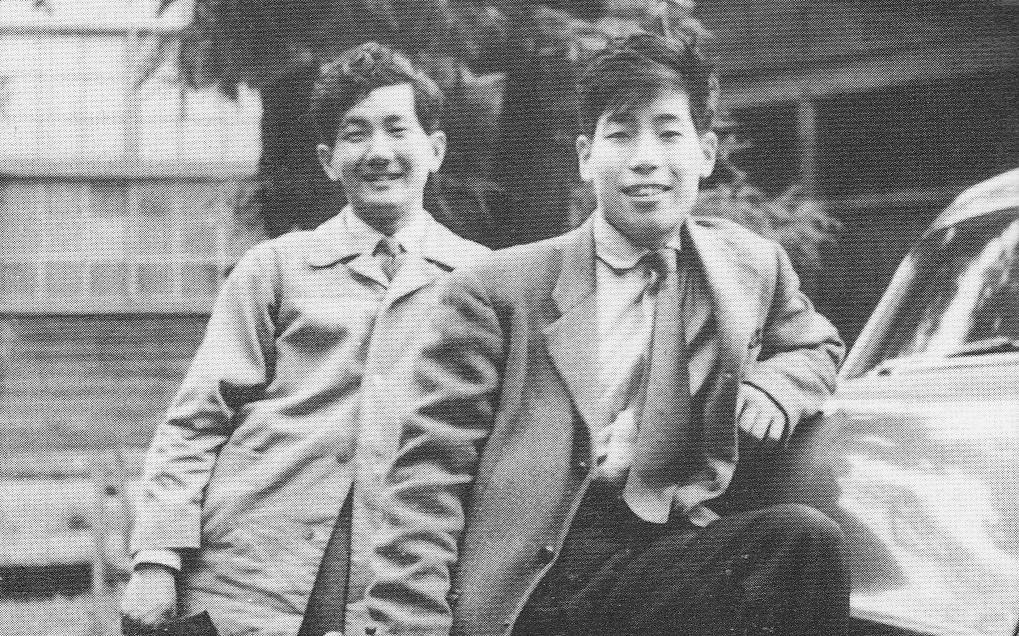
عکس هیرویوکی ایواکی و نائوزومی یاماموتو (طرف راست) که در حدود سال ۱۹۵۳ که در دوره تحصیل در دانشکده هنر دانشگاه توکیو گرفته شده‌است.

نائوزومی یاماموتو (به ژاپنی: 山本直純، Yamamoto Naozumi) متولد توکیو ۱۸ ژوئن ۲۰۰۲ (۷۰ سال)، یک آهنگساز ژاپنی و رهبر ارکستر بود. او آهنگساز سریال مرد بودن سخت است (۱۹۶۹–۱۹۹۵) بود (برخی از آثار این سریال با همکاری جونوسوکه یاماموتو نوشته شده‌است).

## زندگی‌نامه
یاماموتو اولین درس‌های موسیقی خود را از والدینش دریافت کرد. او در (به ژاپنی: دانشگاه ملی هنرهای زیبا و موسیقی توکیو، 東京 藝術 大学 Tōkyō Gei-jutsu Daigaku) که از آنجا فارغ‌التحصیل شد، تحصیل کرد. او آهنگساز مشهور موسیقی فیلم و سریال‌های تلویزیونی است. تحت تأثیر سطح گروه‌های بادی ژاپنی، شروع به آهنگسازی کرد. او علاوه بر آهنگسازی، رهبری ارکستر فیلارمونیک ژاپن جدید و برای یک سال معین «ارکستر جهانی سوپر» است که به‌طور مرتب در «جشنواره بین‌المللی موسیقی توکیو» کنسرت برگزار می‌کرد.